# 5194 Боттґер
5194 Боттґер (5194 Böttger) — астероїд головного поясу, відкритий 24 вересня 1960 року.
Тіссеранів параметр щодо Юпітера — 3,359.